# The Report
The Report ist ein Filmdrama von Scott Z. Burns, das im Januar 2019 im Rahmen des Sundance Film Festivals seine Premiere feierte und am 15. November 2019 in den US-amerikanischen Kinos erschien. Im Film geht es um die extremen Verhörtechniken der CIA nach den Anschlägen vom 11. September und um die Beteiligung von Daniel Jones an deren Enthüllung. Der Filmtitel bezieht sich auf den CIA-Folterbericht, der 2014 veröffentlicht wurde.

## Handlung
Dem Senatsmitarbeiter Daniel Jones wird die entmutigende Aufgabe übertragen, interne Ermittlungen zu Inhaftierungs- und Vernehmungspraktiken der CIA durchzuführen. Er und seine Mitarbeiter erhalten ein Büro im Untergeschoss eines Gebäudes. Nach der Analyse des umfangreichen Beweismaterials, wobei er einen Fall nach dem anderen untersucht, erfährt er von den „erweiterten Verhörmethoden“, die von der CIA nach den Anschlägen vom 11. September angewendet wurden und sich als äußerst brutal, unmoralisch und ineffektiv erwiesen haben, so Waterboarding, das Aneinanderketten von Gefangenen, die Positionierung in „Stresspositionen“ und laute Heavy-Metal-Musik, die ihnen den Schlaf rauben sollte. Seine Vorgesetzte, die Senatorin Dianne Feinstein, konfrontiert immer wieder nicht nur CIA-Direktor John O. Brennan mit den Ergebnissen, sondern auch Barack Obamas Stabschef Denis McDonough.
Im Fokus des Berichts steht auch der Psychologe Dr. Jim Mitchell, der das Verhörprogramm der CIA leitete, auch wenn er zuvor nie ein Verhör führte. Mitchell arbeitete für eine private Vertragsfirma, der ein Budget von 80 Millionen US-Dollar zur Verfügung gestellt wurde, um die Gefangenen dazu zu bringen, die Wahrheit zu sagen. Intuitiv ging er von der sadistischen Grundannahme aus, je mehr Schmerz, desto mehr Erfolg werde man bei den Verhören erzielen.
Jones verbringt sechs Jahre damit, sich durch Berge von Unterlagen zu wühlen, um nach der Wahrheit zu suchen, was die CIA getan hat und warum. Nachdem er einen Bericht mit 7.000 Seiten und eine 400-seitige Zusammenfassung verfasst hat, wollen er und das Geheimdienstkomitee des Senats, die Ergebnisse seiner Ermittlungen freigeben, doch die CIA und das Weiße Haus unternehmen große Anstrengungen, um zu verhindern, dass die Wahrheit ans Licht kommt. Jones kämpft dafür, dass der Bericht der Öffentlichkeit zugänglich gemacht wird, auch wenn ein befreundeter Anwalt eine strafrechtliche Verfolgung wegen Geheimnisverrates befürchtet.

## Produktion

### Stab und Besetzung
„Das sind Typen, von denen du dir wünschst, dass sie in irgendeinem Untergeschoss der Regierung sitzen, mit einem starken moralischen Kompass. Das hat mich beeindruckt, denn es ist leicht, das Vertrauen in Institutionen zu verlieren.“

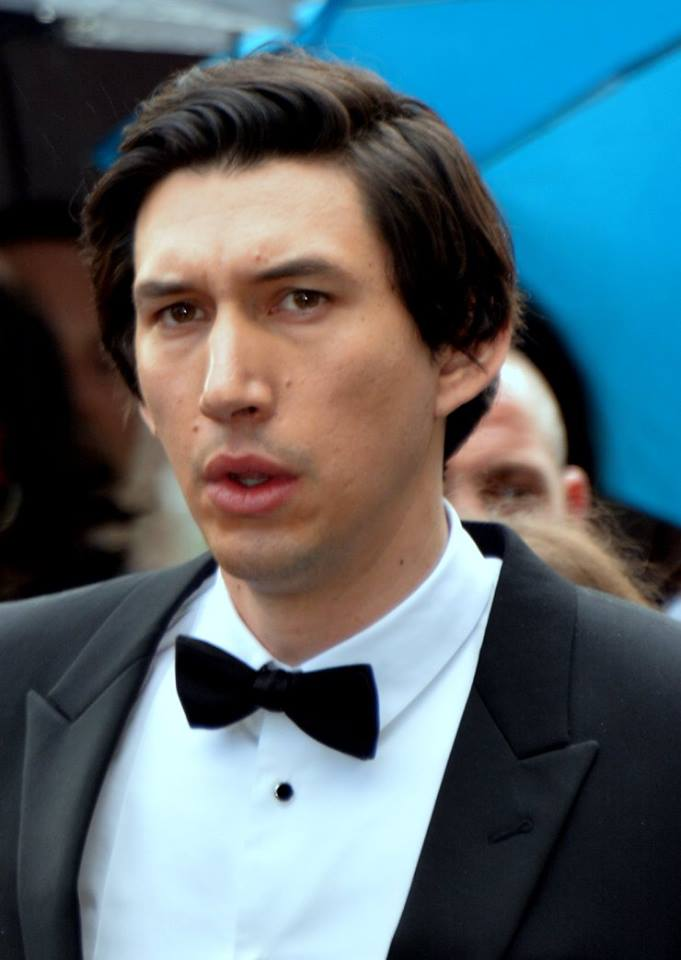
Adam Driver, hier zur Zeit der Dreharbeiten in Cannes, übernahm im Film die Rolle von Daniel Jones

Regie führte Scott Z. Burns, der auch das Drehbuch schrieb. Vice Studios produzierte und finanzierte das Projekt. Im Dezember 2014 veröffentlichte das United States Senate Select Committee on Intelligence einen mehr als 500 Seiten umfassenden Bericht, in dem es ausführlich über die bei Häftlingen nach dem 11. September angewandten Vernehmungstaktiken berichtete. Der vormalige FBI-Mitarbeiter Daniel Jones hatte als leitender Mitarbeiter des US-amerikanischen Senatsausschusses für die Nachrichtendienste gemeinsam mit der ehemaligen CIA-Mitarbeiterin Alissa Starzak einen 6.700 Seiten umfassenden Bericht geschrieben, der die Folter von Gefangenen durch die CIA enthüllte, darunter Methoden wie Waterboarding, Hypothermie, verlängerte Isolation, sensorische Deprivation und „rektale Rehydration“. Sie kamen zu dem Schluss, dass die Folter von Gefangenen keine einzige verwertbare Information erbrachte. Die Untersuchung dauerte insgesamt mehr als sechs Jahre und ergab, dass die Folter der CIA weit brutaler war, als die Behörde der Bush-Regierung oder dem Kongress mitgeteilt hatte. Heute ist Jones Präsident der Penn Quarter Group, einem in Washington ansässigen Research Investigation Advisory.
Im April 2018 wurde die Besetzung von Annette Bening, Adam Driver und Jon Hamm bekannt. Bening übernahm die Rolle der Senatorin Dianne Feinstein, Driver spielt ihren Mitarbeiter Daniel Jones. Der CIA-Direktor John Brennan wird von Ted Levine gespielt, die Rolle von Barack Obamas Stabschef Denis McDonough wurde mit Jon Hamm besetzt. Douglas Hodge spielt den Psychologen Dr. Jim Mitchell, der das Vernehmungsprogramm der CIA leitete. Tim Blake Nelson übernahm die Rolle eines CIA Medical Officers. Corey Stoll spielt Jones' Anwalt Cyrus Clifford, der ihn bezüglich einer möglichen strafrechtlichen Verfolgung berät, die ihm wegen der Veröffentlichung geheimer Dokumente drohen könnte. Dominic Fumusa spielt den früheren CIA-Director George Tenet, Fajer Kaisi den früheren FBI-Agenten Ali Soufan, John Rothman den Anwalt Sheldon Whitehouse und Ian Blackman den früheren CIA-Mitarbeiter Cofer Black, der unter George W. Bush in die Terrorismusbekämpfung eingebunden war.

### Filmmusik und Veröffentlichung
Die Filmmusik wurde von David Wingo komponiert. Der Soundtrack, der insgesamt 37 Musikstücke umfasst, wurde am 15. November 2019 von Lakeshore Records als Download veröffentlicht.
Der Film wurde am 26. Januar 2019 im Rahmen des Sundance Film Festivals erstmals vorgestellt. Dort sicherten sich die Amazon Studios die weltweiten Rechte am Film. Im August 2019 wurde ein erster Trailer vorgestellt. Im September 2019 wurde der Film beim Toronto International Film Festival im Rahmen der Special Presentations gezeigt. In den USA soll der Film am 27. September 2019 in die Kinos kommen. Ende September, Anfang Oktober 2019 soll er beim Zurich Film Festival gezeigt werden und hier seine Premiere im deutschsprachigen Raum feiern und Anfang Oktober 2019 auch beim London Film Festival vorgestellt werden, ebenfalls im Oktober 2019 beim Film Festival Cologne. Am 7. November 2019 kam er in die deutschen Kinos.
Das Filmplakat zeigt The Torture Report, wobei das Wort Torture rot durchgestrichen ist. 
Ursprünglich sollte der Film unter dem Titel The Torture Report in die Kinos kommen.

## Rezeption

### Kritiken
Der Film konnte bislang 82 Prozent der Kritiker bei Rotten Tomatoes überzeugen und erhielt hierbei eine durchschnittliche Bewertung von 7,2 der möglichen 10 Punkte.
Owen Gleiberman von Variety meint, Scott Z. Burns' Film sei keine linksliberale Moralpredigt. Vielmehr entfalte sich The Report in der Welt der Realpolitik, in der ein Mann wie Daniel Jones aus einer Reinheit heraus arbeitet, die das Land brauche, sich aber gleichzeitig nicht immer leisten könne.
Matt Goldberg von Collider erklärt, Burns habe die Fakten auf seiner Seite und eine Geschichte, die unbedingt erzählt und wieder erzählt werden muss, damit sich die Vorfälle nicht wieder ereignen, zumal die USA einen grausamen Präsidenten hätten, der Folter gutheißt und dem die Menschen bei Kundgebungen für solche Aussagen applaudieren. Es sei moralisch abstoßend, taktisch ineffizient und für die nationale Sicherheit strategisch schädlich gewesen, dass die USA Menschen folterten, und der Film entwerfe ein aussagekräftiges Bild, warum man das nie vergessen dürfe, so Goldberg.
Silvia Bahl schreibt in ihrer Kritik für den Filmdienst, Adam Driver werde in seiner Rolle als Daniel Jones nicht über eine ausgestellte Männlichkeit zum Träger des Films, sondern durch eine sichtbare Betroffenheit, und seine Blicke auf die Bildschirme, die einen großen Teil des Films ausmachen, seien ein Ankerpunkt des ethischen Zweifels und der moralischen Integrität. Bahl resümiert: „Fake News und die zunehmende Privilegierung von Affekten gegenüber Reflexion und Dialog sind nicht erst seit der Präsidentschaft von Donald Trump eine Gefahr für die Demokratie. Das macht The Report mehr als deutlich. Im Gegenzug formuliert der Film ein Plädoyer für eine neue Räson im Politischen, die ihre Verpflichtung gegenüber der Wahrheit nicht aufgibt.“
Lida Bach von filmrezension.de hat zu „The Report“ folgende Ansicht: „Stellenweise wird Scott Z. Burns' zweite Regiearbeit ähnlich erschöpfend wie der titelgebende Bericht des Hauptcharakters (exzellent: Adam Driver), doch im Endeffekt profitiert die nüchterne Inszenierung von einer dramatischen Zurückhaltung, die in Enthüllungsthrillern genauso rar ist wie der Fokus auf sachliche Wahrhaftigkeit.“

### Empfehlung für Unterrichtseinsatz
Das Onlineportal kinofenster.de empfiehlt den Film ab der 11. Klasse in den Unterrichtsfächern Politik, Ethik, Englisch, Deutsch und Sozialkunde/Gemeinschaftskunde und bietet in der Reihe Zeit der Enthüllungen – Aktuelle Politthriller, gemeinsam mit Official Secrets, zusätzliche Materialien zur Arbeit.

### Auszeichnungen (Auswahl)
Alliance of Women Film Journalists Awards 2019
- Nominierung als Beste Nebendarstellerin (Annette Bening)[25]

Golden Globe Awards 2020
- Nominierung als Beste Nebendarstellerin (Annette Bening)

São Paulo International Film Festival 2019
- Nominierung im New Directors Competition (Scott Z. Burns)[26]